# Lubumbashi

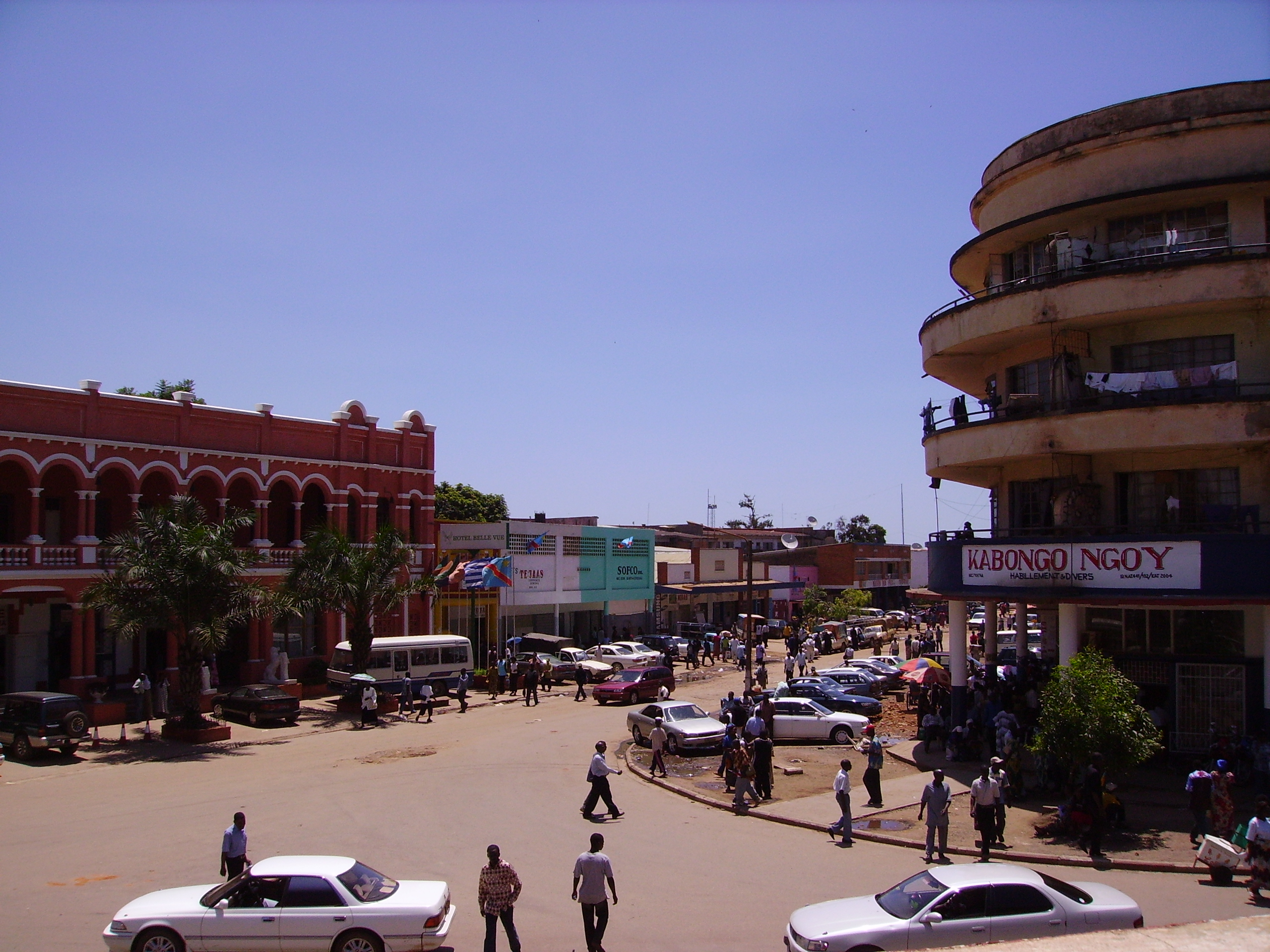
Centrum van Lubumbashi

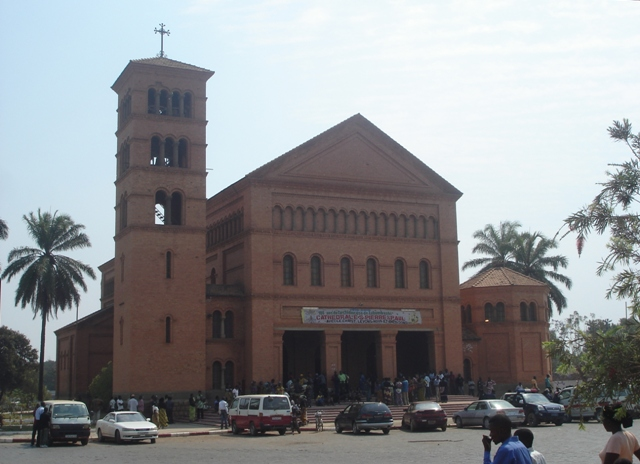
Kathedraal St Pierre et Paul in het centrum van Lubumbashi

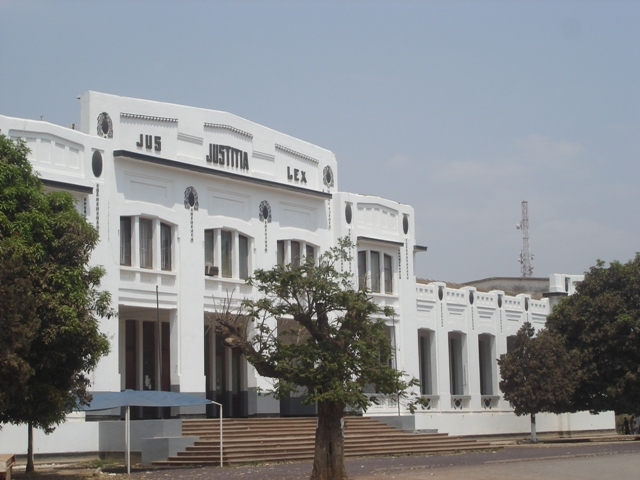
Gerechtshof van Lubumbashi, gebouwd in de jaren 1920 in art-decostijl

Lubumbashi (voorheen Elisabethstad of Elisabethville) is de tweede stad van de Democratische Republiek Congo en de hoofdstad van de provincie Haut-Katanga. Vóór 2015 was het de hoofdstad van de grotere provincie Katanga. De stad ligt dicht bij de grens met Zambia. Het heeft een stedenband met de Belgische stad Luik.
Lubumbashi telt naar schatting ruim 1,5 miljoen inwoners (2010). In de stad zijn botanische tuinen, twee brouwerijen (Brasimba, onderdeel van de Castel groep en Bralima, onderdeel van Heineken) en de Universiteit van Lubumbashi (de Unilu) gevestigd. Er zijn ook een dierentuin en een museum (Musée Nationale de Lubumbashi). Ook is de stad het centrum van spoorlijnen op kaapspoor naar Ilebo, Kindu en Kolwezi en ligt er een internationale vlieghaven.

## Geschiedenis

### 1910-1960
Lubumbashi werd gesticht in 1910 onder Belgisch koloniaal bestuur (Belgisch-Congo) en Elisabethstad of Elisabethville (vaak tot Eville afgekort) genoemd ter ere van de Belgische koningin Elisabeth (echtgenote van koning Albert I). De locatie van de stad, op een relatief verlaten hoogvlakte, werd door vicegouverneur generaal Wangermée gekozen omwille van de nabijheid van de kopersmelterij van de Union Minière du Haut Katanga aan de Lubumbashi-rivier en van een van de eerste kopermijnen in de streek, die van de Etoile du Congo. Elisabethstad vormde ook het (toenmalige) eindpunt van de spoorlijn op kaapsspoor die Katanga met Brits Rhodesië en Zuid-Afrika verbond. Na de industrie en het landsbestuur, vestigde ook de Kerk haar hoofdkwartier in Elisabethstad, met de aankomst in 1911 van een eerste groep benedictijner monniken onder leiding van Jean-Félix de Hemptinne (1876-1958), de latere apostolische vicaris van Katanga. In Elisabethstad was ten slotte ook de lokale hoofdzetel gevestigd van het Comité Spécial du Katanga (CSK), een semi-private concessiehouder die in 1906 was opgericht en over uitgebreide bevoegdheden en privilegies beschikte in heel Katanga (onder meer inzake grond- en exploitatierechten).

#### Snelle ontwikkeling na de Eerste Wereldoorlog
Elisabethstad ontwikkelde zich na de Eerste Wereldoorlog snel dankzij de aanzienlijke investeringen in de mijnbouw en verkeersinfrastructuur (spoorlijn Elisabethstad-Francquihaven op kaapspoor). Het inwoneraantal steeg tot ruim 30.000 in 1930. Daarvan was minder dan een derde van Europese oorsprong: voornamelijk Belgen en daarnaast ook Britten (in de beginperiode), Italianen en een belangrijke groep Griekse Joden. De Congolese bevolking - voornamelijk arbeiders in de mijnindustrie, huispersoneel in dienst van de blanken, klerken in koloniale dienst en kleine handelaars - leefde, afgescheiden door een 'neutrale zone', in de zogenaamde cité indigène: het quartier Albert ten zuiden van de blanke stad (nu: de wijk Kamalondo in Lubumbashi). De gemengde etnische herkomst van de Congolezen was een direct gevolg van de verschillende inlandse rekruteringscampagnes voor de koperindustrie: Noord-Katanga, Rwanda, Maniema, Kasaï. Aanvankelijk bleven de meeste Congolese arbeiders slechts enkele jaren in Elisabethstad, waarna ze terugkeerden naar hun geboortestreek. Vanaf de late jaren 1920 voerden de mijnbedrijven een bewuste stabilisatiepolitiek, waarbij de arbeiders werden gestimuleerd hun familie mee te brengen en zich voor langere tijd in en rond Elisabethstad te vestigen. De economische wereldcrisis van de jaren 1930 bracht echter een gevoelige neergang mee. De koperproductie stuikte ineen en het inwonersaantal liep gevoelig terug. Pas vanaf de late jaren 1930 was er sprake van een zekere heropleving.

#### De Tweede Wereldoorlog
Tijdens de Tweede Wereldoorlog kende Elisabethstad een grote bevolkingstoename. De oorlogsinspanning vereiste een mobilisatie van industrie en landbouw, waarvoor de prijs hoofdzakelijk door de Congolese bevolking werd gedragen. In december 1941 kwam het tot bloedige incidenten: bij een protest-bijeenkomst van zwarte arbeiders van de Union Minière in het voetbalstadion van de UMHK werd het vuur geopend door de ordediensten en vielen talrijke doden. Ook in februari-maart 1944 was de toestand in Elisabethstad zeer gespannen als een gevolg van de muiterij van de Openbare Weermacht in Luluaburg.

#### Bevolkingsgroei
De snelle bevolkingsgroei - tot ruim 50.000 inwoners in 1943 en 180.000 in 1957 - leidde tot de creatie van nieuwe inlandse wijken, die ook vandaag nog het hart van Lubumbashi vormen: Kenya, Katuba, Ruashi. Elisabethstad ontwikkelde zich zo tot een gesegregeerd, maar ook overlappend kosmopolitisch geheel, deels langs koloniaal-raciale, maar ook langs complexere sociaalgeografische lijnen.

#### Experimenten met autonomie voor de Congolese bevolking
Vanaf 1933 experimenteerde de koloniale overheid met een beperkte autonomie voor de Congolese bevolking door de cité indigène het statuut te verlenen van een zogenaamd buitengewoonterechtelijk centrum (cèntre extra-coutumier). Dit werd geleid door een inlandse chef en raad, maar onder strikte controle van de blanke koloniale administratie. Het experiment was geen succes, onder meer door de voortdurende inmenging vanwege de koloniale overheid. De eerste (en enige) inlandse chef - Albert Kabongo - werd in 1943 bedankt voor zijn diensten en niet vervangen. 

#### Opheffing van het statuut en verkiezingen
Het statuut werd in 1957 opgeheven toen in Elisabethstad lokale verkiezingen werden georganiseerd waaraan, voor het eerst in Belgisch Congo, de Congolese bevolking vrij kon deelnemen. Elisabethstad kreeg bij die gelegenheid het volwaardige statuut van stad (met een hoofd-burgemeester en verschillende gekozen wijk-burgemeesters) en een eigen stadswapen. In 1956 werd Elisabethstad de zetel van de eerste staatsuniversiteit in Belgisch-Congo (twee jaar na de oprichting van de katholieke universiteit van Lovanium bij Leopoldstad).

### 1960-heden
Bij de onafhankelijkheid van Congo op 30 juni 1960 had Elisabethstad nog een aanzienlijke Europese bevolking: 10.000 plus. De belangrijkste werkgever, de Union Minière du Haut Katanga, bleef dankzij de economische akkoorden tussen België en Congo stevig in Belgische handen. Toen de Congolese onafhankelijkheid door de muiterij van de Openbare Weermacht al snel in chaos en geweld uitmondde, verklaarde de provincie Katanga zich onder president Moïse Tshombe en met Belgische steun, onafhankelijk van het centrale bewind in Leopoldstad. De Katangese afscheiding werd in januari 1963 ongedaan gemaakt door interventie van troepen van de Verenigde Naties.

#### Naamswijziging naar Lubumbashi
In 1966, in het kader van president Mobutu's authenticiteitscampagne, kreeg de stad haar huidige naam Lubumbashi, naar de gelijknamige rivier.

#### Belang van de mijnindustrie en achteruitgang
De stad was vanaf haar ontstaan het centrum van de Katangese mijnindustrie, waar vooral koper, maar ook kobalt, uranium en zink werden gedolven. De streek rondom de stad wordt tot de kopergordel gerekend. Vanaf de jaren 1980 zette een gestage achteruitgang van de productie in, veroorzaakt door de fluctuaties van de koperprijs op de wereldmarkt, een gebrek aan investeringen en wanbeheer. Het overheidsbedrijf Gécamines (vroeger Union Minière du Haut Katanga) heeft nog steeds zijn hoofdzetel in Lubumbashi en was er tot in het begin van de jaren 1990 de voornaamste werkgever.

#### Geweldsincidenten en diplomatieke breuken
Een brutale moordpartij door eenheden van het Zaïrese leger op de universiteitscampus van Lubumbashi in mei 1990 kostte het leven aan verschillende studenten. Het was de onmiddellijke aanleiding voor België om de diplomatieke betrekkingen met het Mobutu-regime te verbreken.
In 1991-92 was Lubumbashi het tafereel van etnische spanningen die leidden tot gewelddadige confrontaties tussen de Luba van Katanga en de Luba van Kasaï en uiteindelijk tot de uitwijzing van deze laatsten.

#### Tijdelijke hoofdstad van Congo en terugkeer naar Kinshasa
Begin 1997 vestigde Laurent Kabila de tijdelijke hoofdstad van het "bevrijde" Congo in Lubumbashi. Het overgangsparlement werd gehuisvest in het vroegere stadstheater (nu zetel van de provinciale assemblée van Katanga). Later werd Kinshasa opnieuw de hoofdstad.

## Sport
Lubumbashi is de thuisstad van voetbalclub Tout Puissant Mazembe, opgericht in 1939. De ploeg, voorgezeten door de gouverneur van Katanga Moïse Katumbi, speelt in het Stade du Kenya. In 2010 bereikte TP Mazembe, als eerste Afrikaanse club, de finale van de FIFA Club World Cup, die het op 18 december 2010 in Abu Dhabi verloor van Inter Milan met 3-0.
- AS New Soger

## Geboren
- Johnny Brouwers (1930), Belgische jazzpianist en -componist
- Michel de Warzee (21 oktober 1943), Belgische acteur
- Sybille de Coster-Bauchau (23 februari 1953), Belgische politica
- Yves Debay (1954–2013), Belgisch oorlogsjournalist
- Bart Dauwe (17 augustus 1959), Belgische acteur
- Gaston Kashala Ruwezi (14 april 1961), rooms-katholiek bisschop
- Robert Kidiaba (1 februari 1976), voetbaldoelman
- Marcel Mbayo (23 april 1978), voetballer
- Baloji (12 september 1978), rapper, dichter, modeontwerper en filmregisseur
- Sammy Baloji (29 december 1978), fotograaf
- Gary Kikaya (4 februari 1980), atleet
- Cédric Olondo (31 december 1982), voetballer
- Kevin Tumba (23 februari 1991), basketbalspeler
- Christian Kabasele (24 februari 1991), voetballer
- Lous and the Yakuza (27 mei 1996), zangeres
- Jackson Muleka (4 oktober 1999), voetballer

## Stedenbanden
- Luik (België), sinds 1961.

Sankuru · Bas-Uele · Kongo Central · Kwango · Kwilu · Mai-Ndombe · Kinshasa · Kasaï · Lulua · Kasaï oriental · Lomami · Maniema · Zuid-Kivu · Noord-Kivu · Ituri · Haut-Uele · Tshopo · Noord-Ubangi · Mongala · Zuid-Ubangi · Evenaarsprovincie · Tshuapa · Tanganyika · Haut-Lomami · Lualaba · Haut-Katanga